# Мейенайм
Мейена́йм или Мененгейм (фр. Meyenheim) — коммуна на северо-востоке Франции в регионе Гранд-Эст (бывший Эльзас — Шампань — Арденны — Лотарингия), департамент Верхний Рейн, округ Тан — Гебвиллер, кантон Энсисем. До марта 2015 года коммуна в составе кантона Энсисем административно входила в округ Гебвиллер.
Площадь коммуны — 12,78 км², население — 1188 человек (2006) с тенденцией к росту: 1742 человека (2012), плотность населения — 136,3 чел/км².

## Население
Численность населения коммуны в 2011 году составляла 1728 человек, а в 2012 году — 1742 человека.
| 1962 | 1968 | 1975 | 1982 | 1990 | 1999 | 2005 | 2006 | 2008 | 2011 | 2012 |
| ---- | ---- | ---- | ---- | ---- | ---- | ---- | ---- | ---- | ---- | ---- |
| 1272 | 1080 | 1041 | 1003 | 884  | 957  | 1171 | 1188 | 1227 | 1728 | 1742 |

Динамика населения:

## Экономика
В 2010 году из 874 человек трудоспособного возраста (от 15 до 64 лет) 707 были экономически активными, 167 — неактивными (показатель активности 80,9 %, в 1999 году — 74,1 %). Из 707 активных трудоспособных жителей работали 681 человек (452 мужчины и 229 женщин), 26 числились безработными (15 мужчин и 11 женщин). Среди 167 трудоспособных неактивных граждан 50 были учениками либо студентами, 70 — пенсионерами, а ещё 47 — были неактивны в силу других причин.
На протяжении 2011 года в коммуне числилось 382 облагаемых налогом домохозяйства, в которых проживало 1039,5 человек. При этом медиана доходов составила 22838 евро на одного налогоплательщика.